# Exochus scutellaris
Exochus scutellaris là một loài tò vò trong họ Ichneumonidae.